# Charles Frédéric Nicolas de Fürstenberg
Charles Frédéric Nicolas de Fürstenberg-Mößkirch (* 9 août 1714 à Meßkirch; † 7 septembre 1744 à Hüfingen) est de 1741 et 1744 le quatrième Prince de Fürstenberg.

## Biographie
Charles Frédéric est le seul fils de Froben Ferdinand de Fürstenberg. Il étudie à Prague, à Cologne et à la faculté de Droit de Louvain. 
Il épouse le 23 mai 1735 Marie Gabriele Felicitas de Schleswig-Holstein-Sonderbourg-Wiesenbourg, une fille du duc Léopold. Le couple n'a pas d'enfants. Sa veuve vit jusqu'en 1798, au monastère de Saint Walburg à Eichstätt. 
L'héritage passe à la Ligne de Fürstenberg-Stühlingen.